# Inez Haynes Irwin
Inez Haynes Irwin (Rio de Janeiro, Brasil, 2 de març de 1873 - Scituate, Massachusetts, 25 de setembre de 1970) va ser una autora feminista estatunidenca nascuda al Brasil, periodista, membre del National Woman's Party, i presidenta de l'Authors Guild (Gremi d'autors). Va publicar molts dels seus treballs amb el nom d'Inez Haynes Gillmore. Va escriure més de quaranta llibres i va ser una activista del moviment sufragista en els inicis de 1900. Irwin va ser una "dona rebel i audaç", però es referia així mateixa com "la més tímida dels éssers creats". Va morir als 97 anys.

## Biografia
Inez Haynes va néixer el 2 de març de 1873, a Rio de Janeiro, Brasil, filla de Gideon Haynes i Emma Jane Hopkins Haynes. Els seus pares eren de Boston, però es van traslladar al Brasil a causa de problemes empresarials del seu pare. La seva mare, va ser la segona esposa, vint-i-quatre anys més jove que el seu marit, va criar una família de disset fills (deu dels quals eren d'aquest matrimoni). La família va tornar a Boston on Inez Haynes va assistir a quatre escoles públiques, i després al Radcliffe College entre 1897 i 1900. En aquell temps Radcliffe era un "centre de sentiment sufragista", i Inez Haynes juntament amb Maud Wood Park van fundar el College Equal Suffrade League que es convertiria més endavant en el National College Equal Suffrage League.

## Trajectòria
Inez Haynes va agafar el cognom del seu marit quan l'agost de 1897 va casar-se amb l'editor Rufus H. Gillmore. Els Gillmore van visitar l'Europa de la preguerra on van conèixer revolucionaris russos i pintors impressionistes francesos. Més tard es van divorciar.
Va publicar la seva primera novel·la, June Jeopardy, el 1908 i poc després es va convertir en editora de ficció per a The Masses, revista cultural y política editada a Nova York entre 1911 i 1917.
El gener de 1916 es va casar amb l'escriptor William Henry Irwin, i va canviar el seu nom a Inez Haynes Irwin, tot i que va continuar publicant sota el seu nom anterior, Inez Haynes Gillmore. Els Irwin van passar l'estiu de principis del segle XX a Scituate, Massachusetts. Durant la Primera Guerra Mundial van viure a Europa on ella va treballar com a corresponsal de guerra a Anglaterra, França i Itàlia. Inez Haynes va calcular que durant la guerra van ser assassinades entre 500.000 i 750.000 dones.
Com a dirigent feminista i una activista política va fundar i va pertànyer a diverses associacions. Va ser membre del Consell consultiu del National Advisory Council of the National Women's Party i en va escriure la seva història, The Story of the Woman's Party, el 1921. També va escriure una història de dones nord-americanes a Angels and Amazons: A Hundred Years of American Women (Àngels i Amazones: Cent Anys de Dones americanes) el 1933.

### Carrera com a escriptora
A més de les obres de no-ficció esmentades anteriorment, va publicar més de trenta novel·les, incloent Angel Island (1914), una novel·la que tracta sobre un grup d'homes que naufraguen en una illa ocupada per dones alades. Aquest mateix any, el New York Times el va descriure com "un llibre decididament inusual" que és "en part al·legoria, part conte de fades i part realitat". La crítica va elogiar a Haynes Gillmore pel seu tractament dels sexes, subratllant que no menysprea a un a costa de l'altre. Va afegir que gran part del text està escrit em un "alt nivell poètic", i que és una novel·la de "veritats sonores, prosaiques".
Angel Island va ser reimprès el febrer de 1949 dins de Famous Fantastic Mysteries, i novament el 1978 per Arno Press. Es va tornar a publicar en 1988 com a "clàssic de literatura feminista primerenca" amb una introducció de l'escriptora de ciència-ficció i fantasia d'Ursula K. Li Guin. La seva ficció sovint abordava assumptes feministes i la difícil situació de les dones, incloent el divorci, la maternitat monoparental i els problemes en el lloc de treball.
Va escriure Maida, la seva sèrie de quinze llibres, durant quaranta-cinc anys, i narra la història d'una noia en edat escolar la mare de la qual ha mort i el pare és molt ric.
També va escriure contes per a revistes i amb un d'ells, "The Spring Flight," va guanyar el premi O. Henry Memorial Prize eel 1924.
En quedar-se vídua el 1948, va tornar a Scituate, on va viure fins a la seva mort a l'edat de noranta-set anys, el 25 de setembre de 1970.

## Associacions
- Author's Guild of America, vicepresidenta, 1930–1931; presidenta, 1931–1933
- National Collegiate Equal Suffrage League, cofundadora.
- Presidenta de la Junta Directiva del World Center for Women's Archives, 1936–1938/1940.
- Membre del American committee of Prix Femina, 1931–1933

## Premis
- O. Henry Award, 1924 – pel seu conte, "The Spring Flight"[9]

## Selecció de treballs

### Novel·les[9]
- June Jeopardy, Huebsch, 1908.
- Phoebe and Ernest, Holt, 1910 – Il·lustrada per R. F. Schabelitz.
- Janey: being the record of a short interval in the journey through life and the struggle with society of a little girl of nine, Holt, 1911.
- Phoebe, Ernest, and Cupid, Holt, 1912 – Il·lustrada per R. F. Schabelitz.
- Angel Island, Holt, 1914 – reimpresa per Arno el 1978; nova edició, NAL Plume el 1988 amb una introducció d'Ursula K. Li Guin.
- The Ollivant Orphans, Holt 1915.
- The Lady of Kingdoms, George H. Dauren, 1917.
- The Happy Years, Holt, 1919.
- Out of the Air, Harcourt, 1921.
- The Lost Diana (novel·la), Everybody's Magazine, juny 1923.
- Discarded, serializada a The American Magazine, maig–novembre 1925.
- Gertrude Haviland's Divorce, Harper, 1925.
- Gideon, Harper, 1927.
- P.D.F.R.: A New Novell, Harper, 1928.
- Family Circle, Bobbs-Merrill, 1931.
- Youth Must Laugh, Bobbs-Merrill, 1932.
- Strange Harvest, Bobbs-Merrill, 1934.
- Murder Masquerade, H. Smith & R. Haas, 1935.
- Little Miss Redhead, Lothrop, 1936 – Il·lustracions pròpies.
- The Poison Cross Mystery, H. Smith & R. Haas, 1936.
- A Bodi Rolled Downstairs, Random House, 1938.
- Many Murders, Random House, 1941.
- The Women Swore Revenge, Random House, 1946.

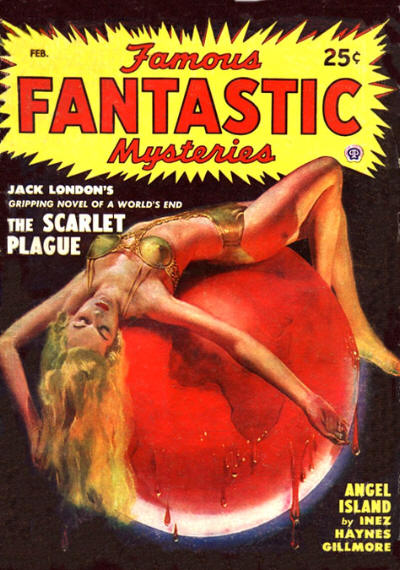
Angel Island va ser reimprès en l'edició de febrer de 1949 de Famous Fantastic Mysteries

### Llibres de Maida[9]
- Maida's Little Shop, Grosset & Dunlap, 1909.
- Maida's Little House, Grosset & Dunlap, 1921.
- Maida's Little School, Grosset & Dunlap, 1926.
- Maida's Little Island, Grosset & Dunlap, 1939.
- Maida's Little Camp, Grosset & Dunlap, 1940.
- Maida's Little Village, Grosset & Dunlap, 1942.
- Maida's Little Houseboat, Grosset & Dunlap, 1943.
- Maida's Little Theater, Grosset & Dunlap, 1946.
- Maida's Little Cabins, Grosset & Dunlap, 1947.
- Maida's Little Zoo, Grosset & Dunlap, 1949.
- Maida's Little Lighthouse, Grosset & Dunlap, 1951.
- Maida's Little Hospital, Grosset & Dunlap, 1952.
- Maida's Little Farm, Grosset & Dunlap, 1953.
- Maida's Little House Party, Grosset & Dunlap, 1954.
- Maida's Little Treasure Hunt, Grosset & Dunlap, 1955.

### Contes[9]
- "The Father of His Son", Everybody's Magazine, juliol 1904.
- "A Doorstep Introduction", Pearson's Magazine, novembre 1904.
- "Love Me, Love My Dog", Pearson's Magazine, novembre 1904.
- "The Start", Everybody's Magazine, desembre 1904.
- "The Matchbreakers", Hampton's Broadway Magazine, novembre 1908.
- "The Eternal Challenge", Everybody's Magazine, gener 1912.
- "With Pitfall and With Gin", Pictorial Review, febrer 1912.
- "The Woman Across the Street", Ladies' Home Journal, setembre 1916.
- "The Sixth Canvassar", The Century, gener 1916.
- "The Last Cartridge", McCall's, octubre 1922.
- "The Spring Flight", McCall's, juny 1924 – guanyador del premi O. Henry Memorial en 1924.
- "The Irish Language", Everybody's Magazine, juliol 1925.

### No-ficció[9]
- The Californiacs, A. M. Robertson, 1916 – un llibre de viatges sobre Califòrnia.
- The Native Són, A. M. Robertson, 1919 – un llibre sobre Califòrnia.
- The Story of the Women's Party, Harcourt, 1921; publicat com Up Hill With Bàners Flying, Traversity Press, 1964 – una biografia del Partit Nacional de les Dones i una història de les sufragistes.
- Angels and Amazons: A Hundred Years of American Women, Doubleday, 1933 – una col·lecció d'esbossos biogràfics.
- Good Manners for Girls, Appleton-Century, 1937.
- "You Bet I Am!" (article), Woman's Day, octubre 1938.
- Adventures of Yesterday, General Microfilm, 1973 – una autobiografia.